# Axiopoena manissadjiani
Axiopoena manissadjiani är en fjärilsart som beskrevs av Bang-haas 1927. Axiopoena manissadjiani ingår i släktet Axiopoena och familjen björnspinnare. Inga underarter finns listade i Catalogue of Life.